# PowerBook 100
A Macintosh PowerBook 100 (PowerBook 100, PB 100) hordozható számítógépet az Apple fejlesztette, gyártotta és forgalmazta 1991. október 21.  és 1992. augusztus 03.  között 10 hónapon keresztül. A Macintosh PowerBook 100 a PowerBook számítógép-családba tartozott. A PowerBook 100-at egyszerre mutatták be a PowerBook 140-nel és 170-nel. A PC World 2006-ban a PowerBook 100-at minden idők tizedik legjobb számítógépének választotta 1992. szeptember 3-án leállították, és a PowerBook 145 és a PowerBook Duo sorozat váltotta fel.

## Története
A Macintosh Portable fiaskója után, 1990-ben John Sculley, az Apple akkori vezérigazgatója félig autonóm részleget hozott létre, hogy sikeres hordozható számítógépet gyártson. Új stratégiája a piaci részesedés növelése volt, amelyet az árak csökkentésével és több "sláger" termék kibocsátásával kívánt elérni. Ez a stratégia hozzájárult az Apple által 1990-ben kiadott alacsony kategóriájú Macintosh Classic és Macintosh LC asztali számítógépek kereskedelmi sikeréhez. Sculley meg akarta ismételni e termékek sikerét az Apple új PowerBook termékcsaládjával.
Sculley azt akarta, hogy a PowerBook egy éven belül megjelenjen. A projektnek három menedzsere volt: John Medica, aki az új laptop tervezését irányította; Randy Battat,  aki a PowerBook részleg vezetője volt; és Neil Selvin, aki a marketinget irányította.
Az 1991-es hordozható eszközök piacán a Toshiba és a Compaq volt a meghatározó gyártó. A Toshiba 1985-ben gyártotta az első piacra került PC-s laptopot (T1100), és 1987-ben az első 1000 dolláros laptopot (T1000). A Compaq 1983-ban hordozható számítógép-gyártóként indult, első terméke a hordozható, 12,7 kg súlyú Compaq Portable volt. Mindkét cég 3,5 kg-nál kisebb modelleket mutatott be. Medica, Battat és Selvin szándékosan úgy tervezték a PowerBookot, hogy a versenytársainál kisebb súlyú legyen.
John Medica csapata két különböző gépet tervezett: Apple-s kódnevén a Tim LC-t és Timet. A Tim LC-t nevének megfelelően az olcsóbb – LC: low cost, alacsony költség –, a Tim drágább és gyorsabb gépet jelentette. Különbség a processzorban (LC: 16 Mhz Motorola 68000 versus Motorola 68030) memória méretben és a drágább aktív mátrix képernyőben lett volna.
Az Apple Industrial Design Group 1990 márciusa és 1991 februárja között a PowerBook 140 és 170 gépeken dolgozott, és csak utána kezdtek neki – 1990 szeptembere és decembere között – a 100-asnak, így már felhasználhatták a korábbi tervezési ötleteket. Dizájn szempontjából nem volt változás, az Apple által 1984 óta használt Hófehérke dizájnnyelv egy változatát alkalmazta.
Az Apple, a szoros határidők és fejlesztő mérnökei véges számát látván, már 1989 végén megkereste meg a Sony-t, hogy az Apple alaptervének felhasználásával, beleértve a chipek és egyéb alkatrészek listáját, valamint a Portable architektúráját, a PowerBook 100 tervezését fejezzék be és a gyártást is rájuk bízták. Nem ez volt az első alkalom, hogy az Apple és a Sony együttműködött, Scully korábban arra kérte a japán céget, hogy készítse el a Portable egy karcsúbb változatát, az Asahi-t, az Apple-nél ez volt a PowerBook 100 kódneve. A Sony mérnökei kevés tapasztalattal rendelkeztek személyi számítógép gyártás területén, de ennek ellenére kevesebb mint tizenhárom hónap alatt elkészítették az Apple legkisebb és legkönnyebb gépét, ehhez lemondtak más projekteket. A Sony elnöke, Norio Ohga engedélyt adott Kihey Yamamoto projektmenedzsernek, hogy mérnököket toborozzon a Sony bármely részlegéből.
Robert Brunner, az Apple ipari formatervezési részlegének akkori vezetője irányította azt a tervezőcsapatot, amely kifejlesztette a hanyattegeret és a kikeverte a gép gránit színét. Brunner úgy tervezte a PowerBookot, hogy olyan könnyen használható és hordozható legyen, mint egy hagyományos könyv. A sötét gránit-szürke szín megkülönbözteti a többi korabeli notebook számítógépektől, valamint az Apple egyéb termékeitől, amelyek hagyományosan bézs vagy platina-szürkék voltak.
A másik új dizájnelem, a hanyattegér a legszembetűnőbb különbség volt a PowerBookok és a hordozható PC-k között. Más gyártók nem használtak beépített hanyattegéreket vagy egyéb mutatóeszközöket, és amikor elkezdték kínálni a beépített görgetőgolyókat, gyakran kényelmetlen helyre kerültek. A Compaq védjegyének számító dizájneleme az volt, hogy a hanyattegérgörgőt a kijelző hátuljára helyezte, hogy a felhasználó megfoghassa a kijelzőt és mozgathassa a cursort. Mások a hanyatte hanyattegérgörgőt a gép jobb oldalra helyezték – mint például a Macintosh Portable, vagy a billentyűzet oldalán lévő tartóra rakták. A PowerBook a kijelző elé tolta a billentyűzetet, hogy alá, a felhasználóhoz közelebb, közepére helyezze el a hanyattegeret, nagy csuklótámasztékot biztosítva a jobb– és baloldalon. Az így elhelyezett hanyattegér használata nemcsak könnyebb volt, hanem sokkal kényelmesebb is, a PowerBookot bal- és jobbkezes felhasználók is könnyedén kezelhették.
Medica mérnökei szinte mindenben felülmúlták vetélytársaikat. Mindkét modell – Tim és Asahi – 2,5 hüvelyknél (kb. hat és fél centiméter) alacsonyabb volt – a legalacsonyabb Compaq  gép 2,75 hüvelyk (kb. hét centiméter) magas volt. Méretük szinte megegyezett a munkavégzéshez használt A4-es papír méretével, és súlyuk épp, hogy meghaladta a három kilogrammot – valóban hordozhatóak voltak és nem csak szállíthatóak, mint a Macintosh Portable.
Sculley csupán egy millió dolláros marketing keretet különített el a PowerBook termékcsalád számára, a Macintosh Classic bevezetésére 25 millió dollárt költöttek. Az Apple reklámügynöksége, a Chiat/Day Kareem Abdul-Jabbarral forgatta le a bevezető hirdetést. Az akkor már visszavonult kosaras egy repülőgép középső űlésén szorong, miközben egy PowerBookot használ: "Legalább a kezének kényelmes" – szólt az üzenet.
Az Apple  1991. október 21-én a Las Vegas-i Comdex számítógépkiállításon mutatta be a PowerBook 100-at a PowerBook 140 és a PowerBook 170 mellett. Mind a reklám, mind a termék sikeres volt. Az Apple az Egyesült Államokban több mint 200 000 PowerBook-eladást prognosztizált az első évben, 1992 januárjában már túl voltak a százezredik PowerBook eladáson, a gép hiánycikk volt. Az Apple hamarosan megoldotta az ellátási problémákat, és a PowerBook eladásokból származó bevétel az indulást követő első évben elérte az egy milliárd dollárt. Az Apple megelőzte a Toshibát és a Compaq-ot a hordozható számítógép világszintű piacvezetőjeként. A PowerBook 100, 140 és 170 nagyban hozzájárult az Apple pénzügyi sikeréhez 1992-ben. A pénzügyi év végén az Apple bejelentette eddigi legjobb eredményét, 7,1 milliárd dolláros bevételt és fél százalékkal, 8,5 százalékra nőtt a globális piaci részesedése.
A PowerBook 100 kezdeti népszerűsége azonban nem tartott sokáig. Az eladások csökkentek, és 1991 decemberére a 140-es és 170-es modellek népszerűbbé váltak, mert a vásárlók hajlandóak voltak többet fizetni a beépített hajlékonylemez-meghajtóért és a második soros portért, amelyek a PowerBook 100-ból hiányoztak. 1992 elején a PowerBook 100-at 2300 dollárért kínálták külső hajlékonylemez-meghajtó nélkül. 1992. augusztus 10-én az Apple csendesen kivezette PowerBook 100-at.
1992. szeptember 17-én az Apple 60 000 PowerBook 100-at hívott vissza biztonsági probléma miatt. Felfedezték, hogy egy elektromos rövidzárlat egy kis lyukat olvaszthat a házon, az addig gyártott 60 000 PowerBook közül háromnál fordult elő.

## Technikai érdekességek
A PowerBook 100 volt az első PowerBook, amely tartalmazta az SCSI Disk Mode funkciót. Ez lehetővé tette, hogy a számítógép, jelen esetben a PowerBook 100 külső merevlemezként működjön egy másik Macintoshoz kapcsolódva. Ez kényelmes módszert kínált a fájlok, szoftverek PowerBook-ra történő telepítésére vagy más Macintoshra történő átvitelére, nem volt szükség külső közvetítő eszközre. A SCSI Disk Mode használatához speciális SCSI kábelre volt szükség. A SCSI Disk Mode-ban használt PowerBook üzemet Target Disk Mode-nak is nevezték.
A PowerBook 100 QWERTY elrendezésű billentyűzetének két változata létezik: egy amerikai verzió 63 billentyűvel és egy nemzetközi ISO verzió 64 billentyűvel.[15] A PowerBook 100 Caps Lock billentyűjén nem volt zárolási helyzet vagy világító állapotjelző, és ennek kompenzálására a System 7 operációs rendszer szoftvere tartalmaz egy fájlt, amely a nemzetközi caps lock szimbólumot (⇪) jeleníti meg a menüsor jobb felső sarkában, ha a Caps Lock aktív.
Amikor a számítógépet nem használták, a memória tartalma mindaddig megmaradt, amíg a fő ólom-savas akkumulátor töltött volt. A PowerBook 100 Power Manager egy integrált áramkör volt, amelyet általában a PowerBook alaplapján helyeztek el, és a számítógép energiagazdálkodásáért volt felelős. A Macintosh Portable-éval megegyezően vezérelte a kijelző háttérvilágítását, a merevlemez-meghajtó kikapcsolását, az alvást és az ébresztést, az akkumulátor töltését, a hanyattegér-vezérlést és a bemeneti/kimeneti (I/O) funkciót. A 100-as egy új funkcióval is bővült: a 3,5 V-os akkumulátorok állandó és bővíthető véletlen hozzáférésű memóriát (RAM) támogattak, amikor a PowerBook 100 akkumulátorát cserélték, vagy amikor a 100-ast ideiglenesen megfosztották az összes áramforrástól.
Az AppleTalk-t az Apple 1985-ben mutatta be, és lehetővé tette a felhasználók számára, hogy bárhol rögtönzött hálózatokat hozzanak létre, és fájlokat cseréljenek. A PowerBook fejlesztésével egyidőben az Apple-nél egy mérnökcsapat az AppleTalk olyan verzióját készítette el, amely lehetővé téve a felhasználók számára, hogy modemmel (AppleTalk Remote Access) a hagyományos telefonvonalon át bejelentkezzenek a több ezer kilométerre lévő AppleTalk hálózatba. Neil Selvinnek sikerült meggyőznie a csapatot, hogy halasszák el a szoftver kiadását a PowerBook megjelenéséig, amelyet 1991 novemberére terveztek a Comdexre. A modemes elérés a PowerBookot az üzletemberek számára sokkal értékesebbé tette.

## Fogadtatás
A PC Week összehasonlította a PowerBook 100-at és elődjét, a Macintosh Portable-t. A PowerBook 100-nak 5,3 másodpercbe telt egy Microsoft Word dokumentum megnyitása és 2,5 másodpercbe a mentése, amíg a Portable esetében ez 5,4 és 2,6 másodperc volt. A PC Week tesztelte az akkumulátor élettartamát is, amely 3 óra 47 percnyi használatot biztosított. A Byte magazin áttekintése a következőképpen zárult: "A PowerBook 100 szövegszerkesztési és kommunikációs feladatokhoz ajánlott, a felső kategóriás termék elegendő teljesítményt kínál összetett jelentések készítéséhez, nagy táblázatokhoz és professzionális grafikákhoz."
A PC World 2006-ban a PowerBook 100-at minden idők tizedik legjobb számítógépének választotta, 2005-ben pedig az amerikai Mobile PC magazin a PowerBook 100-at választotta minden idők legnagyobb kütyüjének, megelőzve a Sony Walkmant és az Atarit. 2600.[39] A PowerBook 100-at számos díjat kapott tervezéséért, köztük az 1999-es IDSA Silver Design of the Decade Díjat, a Form magazin 1993-as Designer's Design Awards díját, az 1992-es ISDA Gold Industrial Design Excellence Award díjat, az 1992-es Appliance Manufacturer Excellence in Industry Design Forum díjat Design 10 Best – Hannoveri Vásár díja.

## Technikai leírás
A gép súlya 2,3 kg, magassága 4,57 cm, szélessége 27,94 cm és mélysége 21,59 cm volt. A gépet System 7.0.1 operációs rendszerrel szállította az Apple, a ROM mérete 256K volt. A kijelző Film SuperTwist Nematic (FSTN) (Passive Matrix) LCD volt 640 x 400 képpont felbontással. A Macintosh PowerBook 100 számítógépet 16 MHz-es Motorola 68000 processzor vezérelte (L1 cache: nem volt, L2 cache: nem volt). A gép bemutatásakor az alaplapon 2 MB (100ns) memóriát tartalmazott, maximálisan 8 MB kezelésére volt képes a gyári specifikáció szerint. A bővítéshez az egyetlen helybe (slot) 2, 4, 6 MB-os modulok egyikét lehetett betenni. Az adatokat a 20-40MB SCSI–buszos belső merevlemezre lehetett elmenteni. A számítógépnek egy ADB, egy nyomtató, egy hangszóró portja volt. HDI-20 a floppy-lemez meghatjó, HDI-30 a SCSI kimenet volt. A Macintosh PowerBook 100 savas ólom akkumulátora maximum 17W teljesítményre volt képes.

## Technikai adatok táblázatban
A táblázat nem tartalmazza az összes műszaki paramétert. Az egyes modelleknél a bemutatáskor érvényes adatokat soroljuk fel, a későbbi frissítéseket nem. Az adatok az Apple adatlapjáról származnak, a hiányzó adatok – egyes gépeknél a kivezetés időpontja, az összes kijelző adat, üzemóra adat... – a Mactracker alkalmazásból valók.
| Gép nevebemutatva kivezetve              | Méretmagasság szélesség mélység súly | Processzorprocesszor órajel, mag L1 és L2 cache PMMU FPU | Háttértármerevlemezkülső adathordozó | Eredeti operációs rendszer | Memóriaalap max. @sebességhely                                       | Kijelzőfizikai méret, legjobb felbontás                                             | Tápmax. teljesítmény, akkumulátoros üzemidő (becslés) | Csatlakozók                                                         |
| ---------------------------------------- | ------------------------------------ | -------------------------------------------------------- | ------------------------------------ | -------------------------- | -------------------------------------------------------------------- | ----------------------------------------------------------------------------------- | ----------------------------------------------------- | ------------------------------------------------------------------- |
| PowerBook 1001991 okt. 21. 1992. aug. 3. | 4,57 mm 27,94 mm 21,59 mm 2,3 kg     | Motorola 68000 @16 MHz                                   | HD: 20-40MB (SCSI)                   | System 7.0.1 ROM: 256K     | Alaplapon: 2 MB @100ns max: 2 MB – 8 MBegy hely: 2, 4, 6 MB-os modul | Alaplapon: 9" Film SuperTwist Nematic (FSTN) (Passive Matrix) LCD 640 x 400 képpont | Max: 17W, 2A 30,81 Wh, 2–4 óra                        | * ADB: 1 * nyomtató: 1 * hang: van * FDD: 1 HDI-20 * SCSI: 1 HDI-30 |

## PowerBook számítógépek az időben
| PowerBook és iBook számítógépek idővonalon |
| --- |
| A grafikon adatai utoljára 2023. december 19-én frissültek. A szín sötétebb változata az egymást követő gépek megkülönböztetését szolgálja. A színek kezdete a bemutató időpontja, a forgalmazás több esetben is hónapokkal később kezdődött. Megeshet, hogy egy csík végét kitakarja egy másik csík eleje. Előfordul, hogy a gyártás befejezését követően még egy ideig forgalomban marad a Mac adott verziója. Az adatok forrása a Jegyzetekben található. |